# Laurent Cabarry

a Compétitions nationales et continentales officielles uniquement.

Dernière mise à jour le 27 avril 2018.
Laurent Cabarry, né le 18 janvier 1985, est un joueur français de rugby à XV évoluant au poste de pilier.

## Clubs successifs
- Stade montois jusqu'en 2006
- 2006-2014 : SU Agen
- 2014-2018 : Biarritz olympique

## Reconversion
Non conservé par le Biarritz olympique, Laurent Cabarry participe à la création d'une entreprise de gestion d'une carrière de pierre en Lot-et-Garonne avec deux autres anciens joueurs d'Agen, Jean Monribot et Benjamin Sore.

## Palmarès

### En club
- Champion de France de Pro D2 (2010)
- Demi-finaliste de Pro D2 (2017)
- Champion de France Gaudermen Cadet
- Finaliste Championnat de France Cadet
- Champion de France Cadet
- Champion de France Crabos

### En sélection nationale
- International -18 ans : 2 sélections en 2003 (Pays de Galles,Écosse).
- International -21 ans : Champion du monde
  - 2006 en France, 4 sélections (Irlande, Pays de Galles, Australie, Afrique du Sud).
  - 6 sélections en 2005-2006.